# Albion Avdijaj
 (août 2025).
Pour les articles homonymes, voir Avdijaj.
Albion Avdijaj, né le 12 janvier 1994 à Zurich, est un footballeur international kosovar. Il évolue au poste d'attaquant au Grasshopper Club Zurich.

## Biographie

### En club
Il joue trois matchs en Ligue Europa avec le club du FC Vaduz.

### En sélection
Il joue avec les équipes nationales de jeunes Suisses, puis avec les espoirs albanais.
Albion Avdijaj reçoit deux sélections en équipe du Kosovo lors de l'année 2014. Il joue à cet effet contre la Turquie et le Sénégal, lors de deux matchs amicaux.